# مسیر کوکودا

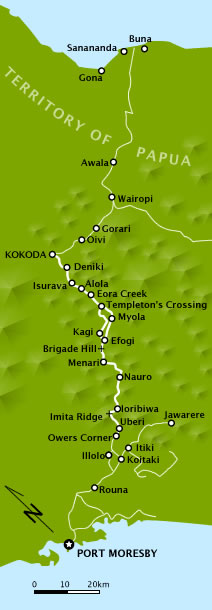
مسیر کوکودا

مسیر کوکودا (انگلیسی: Kokoda Track) یک شاهراه تک رونده است که ۹۶ کیلومتر (۶۰ مایل) از زمین - ۶۰ کیلومتر (۳۷ مایل) در یک مسیر مستقیم - از طریق محدوده Owen Stanley در پاپوآ گینه نو می‌گذرد.